# Geschiedenis van de islam
De geschiedenis van de islam vangt volgens de Hadith aan op het moment dat Mohammed een openbaring van God kreeg. De islam verspreidde zich vanaf 610 over de wereld. Het is met ruim 1,6 miljard aanhangers de op een na grootste wereldreligie.

## Het begin

Het Arabisch Schiereiland in pre-islamitische tijden.

Door handelscontacten met andere volkeren, zoals de joden, de Byzantijnse en Abessijnse christenen en de Perzische zoroastristen, hadden de Arabieren reeds kennis van verschillende monotheïstische godsdiensten. Zelf waren de Arabieren in Mekka henotheïstisch, dat wil zeggen dat ze meerdere goden aanbaden, waarvan er wel een als oppergod werd beschouwd.
Hoewel het geboortejaar van Mohammed niet met zekerheid kan worden vastgesteld, gaat men ervan uit dat hij geboren is rond 571. Volgens de islamitische traditie, op veertigjarige leeftijd in het jaar 611, verklaart Mohammed openbaringen van God via de engel Djibriel te hebben ontvangen. Na eerst beangstigd te zijn, Mohammed vreesde aanvankelijk zelfs dat hij bezeten was door een boze geest, verkondigde hij daarna de boodschap van het monotheïsme. In de 23 jaar die volgde, openbaarde God volgens de islamitische opvattingen de boodschappen die hij gefaseerd (al-tandjim) zou hebben ontvangen en die later zijn opgetekend in de Koran, dat afgeleid is van het werkwoord qara'a ('reciteren'). Omstreeks 613 begon Mohammed in het openbaar te preken. De eerste bekeerlingen waren volgens de overleveringen zijn vrouw Khadija, de vrijgelaten slaaf Zayd ibn Haritha, zijn neef Ali en de in aanzien staande Aboe Bakr.

## Mekka
Al gauw kwam er sterke weerstand tegen Mohammeds boodschap. De 'overgave aan de ene God' was niet alleen een nieuw begrip voor de trotse Arabieren, de inwoners van Mekka vreesden vooral dat hij hun bron van inkomsten, de cultische verering van zo'n 360 goden in de Kaäba, zou ondermijnen. Bovendien vreesden de toenmalige plaatselijke machthebbers voor hun eigen godsdiensten, hun gezag over Mekka en voor de pelgrimsindustrie. Er werd zoveel gedreigd, gehinderd, vervolgd en gemarteld, dat Mohammed in 615 sommige volgelingen adviseerde naar het christelijke Abessinië te vluchten. In 619 overleed zijn eerste vrouw Khadija en daarna zijn geliefde oom Aboe Talib. Hierdoor werd Mohammed niet meer beschermd en zou hij de opdracht van God hebben gekregen uit Mekka weg te gaan. Yathrib (het latere Medina), ongeveer 350 km ten noorden van Mekka, wilde hem graag ontvangen. De hoofdmannen van het dorp vertelden hem over de ongelijkheid in Yathrib. Ze beweerden dat wanneer de islam het gezamenlijke geloof werd, het beter zou gaan met Yathrib. In 622 emigreerden Mohammed en zijn volgelingen van Mekka naar Yathrib. Dit staat bekend als de hidjra. De stad Yathrib werd vanaf toen Medinat al-Nabi genoemd, de 'stad van de profeet'. De naam Medina is hiervan afgeleid. Deze voor moslims belangrijke gebeurtenis markeert het begin van de islamitische jaartelling. Moslims konden vanaf dat moment vrij leven, zonder bang te zijn vervolgd te worden vanwege hun geloof.

## De eerste islamitische gemeenschap in Medina
Twee jaar voordat Mohammed in Medina arriveerde, was er al sprake van een aantal bekeerlingen uit deze stad.
Toen Mohammed zich in Medina vestigde, veranderde zijn leven ingrijpend. Van een door zijn Mekkaanse stadsgenoten als excentriek en schadelijk beschouwd individu werd hij nu de stichter van een staat. Mohammed moest in Medina de kibbelende partijen samenbrengen die hem in juridische zin als stadshoofd dienden te accepteren. Veel ayat die zouden zijn geopenbaard waren dan ook antwoorden op de vragen die gesteld werden. Volgens de islamitische opvattingen is een van de redenen waarom de Koran gefaseerd werd geopenbaard, de zorg voor de opbouw van de islamitische gemeenschap binnen de nieuwe context van de prediking van de islam.
Echter, in tegenstelling tot sommige oriëntalisten, veranderde Mohammeds boodschap niet: dat hij de Zegel der Profeten en de laatste profeet was, gekomen voor de gehele mensheid, de boodschap die Mohammed reeds in Mekka verkondigd had. Ayat zoals En de meeste mensen willen niet geloven zelfs al wens je het vurig. Gij vraagt er hun geen beloning voor. Het is niets dan een vermaning aan alle werelden. (soera Jozef 103-104) en En Wij hebben u (Mohammed) slechts als genade voor de werelden gezonden. (soera De Profeten 107) zijn Mekkaans. Het is dus ten onrechte dat soms gedacht werd dat Mohammed deze boodschap pas ging verkondigen na de successen in Medina. De enige aya met eenzelfde strekking die in Medina werd geopenbaard is soera De Partijscharen 40, Mohammed is niet de vader van een uwer mannen, maar de boodschapper van God en het zegel der profeten; God heeft kennis van alle dingen, waarmee het eerder in Mekka gestelde slechts bevestigd werd.
Het zogenoemde Verdrag van Medina werd in 622 door de verschillende partijen in Medina bevestigd. Het legt daarmee een blauwdruk van de eerste islamitische samenleving. Het legt formeel vast dat Mohammed een verbond aangaat met de Arabische en joodse stammen van Medina. De diverse stammen van de oase zouden hun oude vijandschap begraven en als het ware een nieuwe superstam vormen. De moslims en de joden dienden vredig naast de heidenen van Medina te wonen. God was het hoofd van de gemeenschap en alle stammen vormden de oemma. Zij die geen moslim zijn of zich niet bekeren kunnen in Medina blijven wonen, zolang zij niet samenspannen met de Qoeraisj uit Mekka.
De traditionele Arabische cultuur zoals de familie-eer, persoonlijke trots en trouw aan de clan werden binnen de jonge moslimgemeenschap veranderd; gelijkwaardigheid van afkomst, een goede behandeling van wezen en trouw aan de islam namen hun plaats over. Hoewel tot op de dag van vandaag de traditionele, Arabische cultuur nog steeds een rol in het sociale leven speelt.

### Expedities tijdens Mohammed zijn leven
De Arabische stammen waren van oudsher gewend om op zijn tijd karavanen van andere Arabieren en andere doortrekkende kooplieden te overvallen. Deze expedities (Arabisch: غزوة (vermoedelijk razzia)) waren algemeen geaccepteerd behalve in enkele maanden zoals de 'heilige maand' rajab waarbij een 'wapenstilstand' gold. Een jaar na zijn entree in Medina organiseerde Mohammed de eerste expeditie, naar Waddan en Abwa, op zoek naar een karavaan van zijn voormalige stadsgenoten, maar keerde onverrichter zake terug. Een tweede tocht naar Bowat bleef ook zonder resultaat. Bij de derde expeditie hoopte Mohammed een rijke karavaan van Mekka naar Syrië bij Osheira te onderscheppen, maar kwam te laat. Mohammed sloot hier verdragen met enkele lokale stammen. Net een week terug in Medina trok Mohammed er opnieuw op uit, ditmaal om veedieven van de Fihri-stam te achtervolgen. Hij kwam tot in de vallei van Safwan maar wist daar geen overwinning te behalen. Drie expedities hierna, niet persoonlijk geleid door Mohammed, bleven ook zonder resultaat. Vervolgens stuurde Mohammed Abdallah ibn-Jahsh met een kleine groep moslims naar Nakhla om daar een kleine onbeschermde karavaan van de Qoeraisj te overvallen. Dit gebeurde in radjab, de heilige maand voor de moslims, maar tevens voor de ongelovige Arabieren. In deze periode waren alle vijandelijkheden strikt verboden. De moslims hadden succes bij de overval en brachten de buit mee naar Medina. Het schenden van de heilige maand werd verantwoord in Soera De Koe 217, waarin uitgelegd wordt dat het schenden van een heilige maand een zonde is, maar de toegang weigeren tot de Kaäba (zoals de Mekkanen deden) een grotere zonde is.
Kort hierna deed zich opnieuw de mogelijkheid voor een karavaan te onderscheppen, namelijk die van Aboe Sufyan die terugkeerde uit Syrië naar Mekka. Mohammed kon volgens biograaf Ibn Ishaq beschikken over een leger van ruim 300 man. De moslims misten weliswaar de karavaan zelf, maar troffen wel het Mekkaanse leger dat gestuurd was om de karavaan te beschermen. Deze Slag bij Badr liep uit op een klinkende overwinning voor de moslims, die hierbij niet alleen veel kamelen, wapens en leer buitmaakten, maar ook nog losgeld voor krijgsgevangen Mekkaanse soldaten opstreken. Na deze succesvolle expeditie zouden er tijdens het leven van Mohammed nog tientallen volgen, waaronder de Slag bij Khaybar in 628.
Na de Slag bij Badr in 624 vonden er nog twee slagen plaats tussen de inwoners van Mekka en die van Medina, namelijk de Slag bij Uhud in 625 en de Slag bij de Gracht in 627. Uiteindelijk vond in 630 de Verovering van Mekka plaats. Persoonlijk sloeg Mohammed de afgodsbeelden in de Kaäba kapot. Als overwinnaar stelde hij zich coulant op, zodat hij toch veel inwoners van Mekka voor zich wist in te nemen. Velen bekeerden zich tot de islam.
Tijdens Mohammeds leiderschap werd het grootste deel van het Arabisch Schiereiland vrij snel onder islamitisch bestuur gebracht, voornamelijk doordat Mohammed de verschillende stammen door militaire campagnes wist te verenigen. De krachtige persoonlijkheid van Mohammed trok de bewoners van het Arabisch Schiereiland aan. Ook door zijn beloften van redding voor hen die stierven tijdens de strijd voor de islam, kreeg hij mensen achter zich. Door overvallen op karavanen in de vroege jaren van de islam en daarna oorlogen op volle schaal, was er een aantrekkelijk vooruitzicht op rijke buit voor hen die succesvol waren in de strijd.

### Mohammeds laatste woorden
Op zijn sterfbed gaf Mohammed volgens zijn biografen drie instructies: alle heidenen van het Arabisch Schiereiland te verwijderen, buitenlandse delegaties helpen zoals hij gewoon was geweest, en nog iets wat verteller Ibn Abbas achterwege liet.

### Mohammeds houding tegenover joden en christenen
Op het Arabisch Schiereiland woonden toentertijd ook joden en christenen. In Medina bijvoorbeeld leefden wel drie verschillende joodse groepen of stammen. In de eerste fase van zijn prediking heeft Mohammed geprobeerd hen voor zijn nieuwe godsdienst te winnen. In 624 werd de stam Bani Qainuqa uit Medina verbannen, in 625 Banu Nadir. Na de Slag bij de Gracht in 627 keerde het leger van Mohammed zich tegen de stam Banu Qurayza. Deze stam werd ervan beschuldigd verraad te hebben gepleegd bij de voorafgaande slag. Na hun overgave werden alle volwassen mannen onthoofd, de vrouwen en kinderen werden als slaaf verkocht.
Volgens sommige bronnen
werd de krijgsgevangen joden de gelegenheid gegeven zelf een rechter te kiezen, waarbij de keuze op Sa'd viel. Andere bronnen stellen dat Mohammed Sa'd als rechter koos. Hierna waren er geen joodse stammen in Medina meer over.
Zowel joden als christenen werden echter door hem gerespecteerd als Mensen van het Boek. Moslimgelovigen werden aangemoedigd naar hen te luisteren en hen zelfs te beschermen. Maar deze dhimmi's moesten wel beseffen dat ze tweederangsburgers waren. Zo moesten ze de jizya betalen en als ze zich onafhankelijker wilden opstellen moesten ze terug op hun ondergeschikte plaats gezet worden, goedschiks of kwaadschiks.
Tussen 630 en 631 bezocht een groep christenen uit Najran onder leiding van bisschop Abu Harita de moslims en Mohammed in Medina. De delegatie verbleef daar enkele dagen om in de moskee over religieuze kwesties te discussiëren. Mohammed bood de christenen een slaapplek vlak bij de moskee aan en het stond de christenen vrij de moskee te gebruiken voor hun ritus. Het was de eerste keer dat christenen in een moskee baden. Zoals Soera Het Geslacht van Imraan 61 voorschrijft vergeleken beide groepen hun geloof. Volgens sommige bronnen kwamen de christenen tot de conclusie dat de moslims hetzelfde geloof hadden als Eutyches die omwille van zijn monofysitische opvattingen werd veroordeeld tijdens het Concilie van Chalcedon. Hoewel men geen overeenstemming kon vinden over religieuze kwesties zoals de Drie-eenheid, leidde het bezoek wel tot een politieke overeenkomst: er werd een verdrag gesloten dat de inwoners van Najran veiligheid en vrijheid van godsdienst bood in ruil voor het betalen van jizya.

## De islam en de islamitische rijken na Mohammed

### Derechtgeleiden

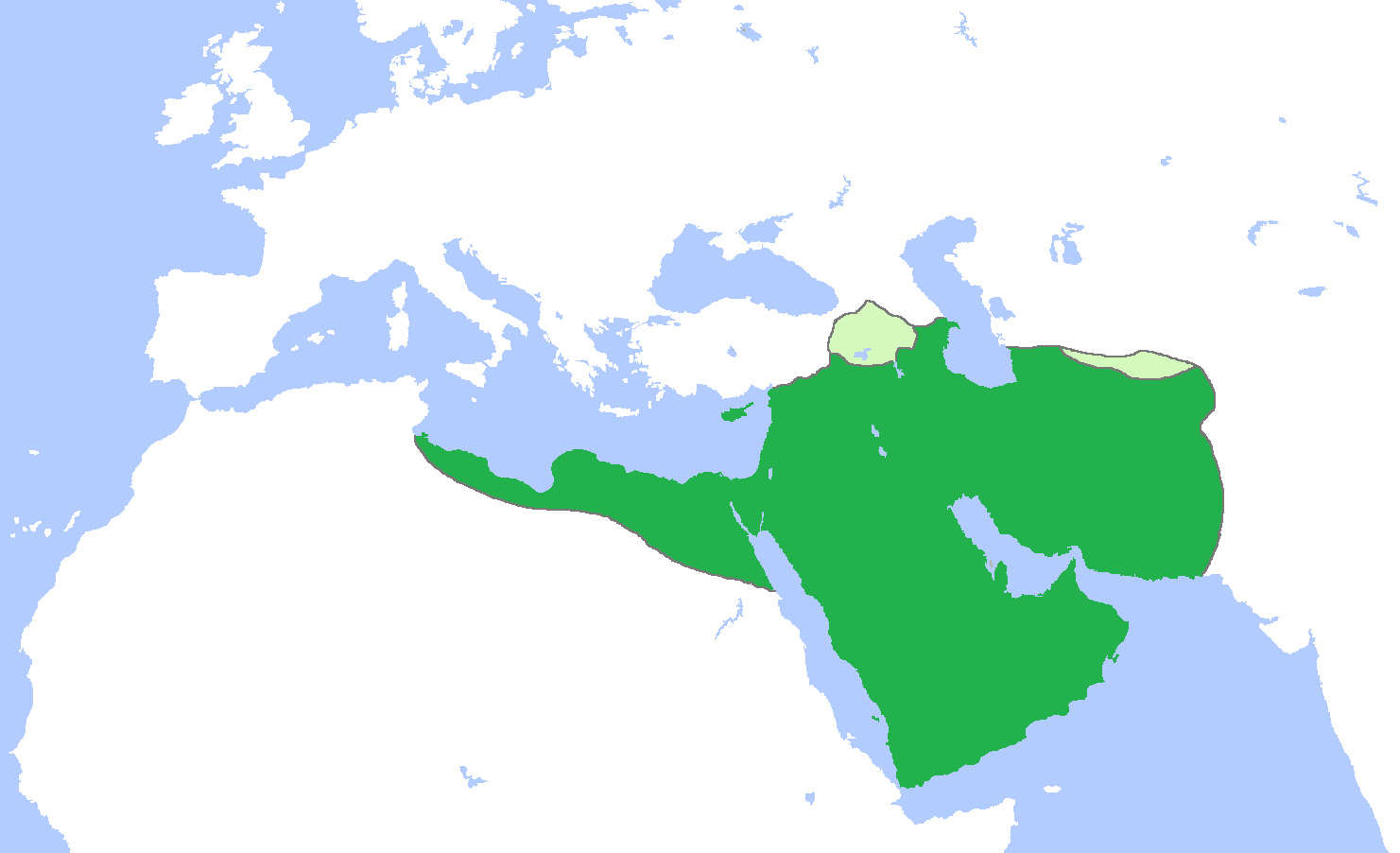
Kaart van het kalifaat van de Rashidun

De opvolging van Mohammed was voor zijn dood niet geregeld. Na Mohammeds dood in 632 werd niet zijn neef en schoonzoon Ali maar sahabi (metgezel) Aboe Bakr gekozen. Hij werd de eerste kalief of opvolger.
Twee jaar na Mohammeds dood gaf Aboe Bakr opdracht tot het verzamelen van de mondeling en schriftelijk verspreide boodschappen van de profeet. Dit werd de eerste versie van de Koran. Na de dood van Aboe Bakr werd Omar de nieuwe kalief. Hij breidde het rijk uit met onder andere Mesopotamië, Syrië, Palestina en Egypte.
Over de jaren waren verschillende versies van de Koran ontstaan en de derde kalief, Oethman, gaf de opdracht één officiële versie te maken. Hij liet hierbij al het andere materiaal verbranden. Dat gebeurde rond 650 en die versie van de Koran werd de officiële. Na de dood van Oethman, hij werd vermoord door ontevredenen over zijn belastingbeleid, werd Ali in 656 alsnog kalief.

### De islam onder de Omajjaden

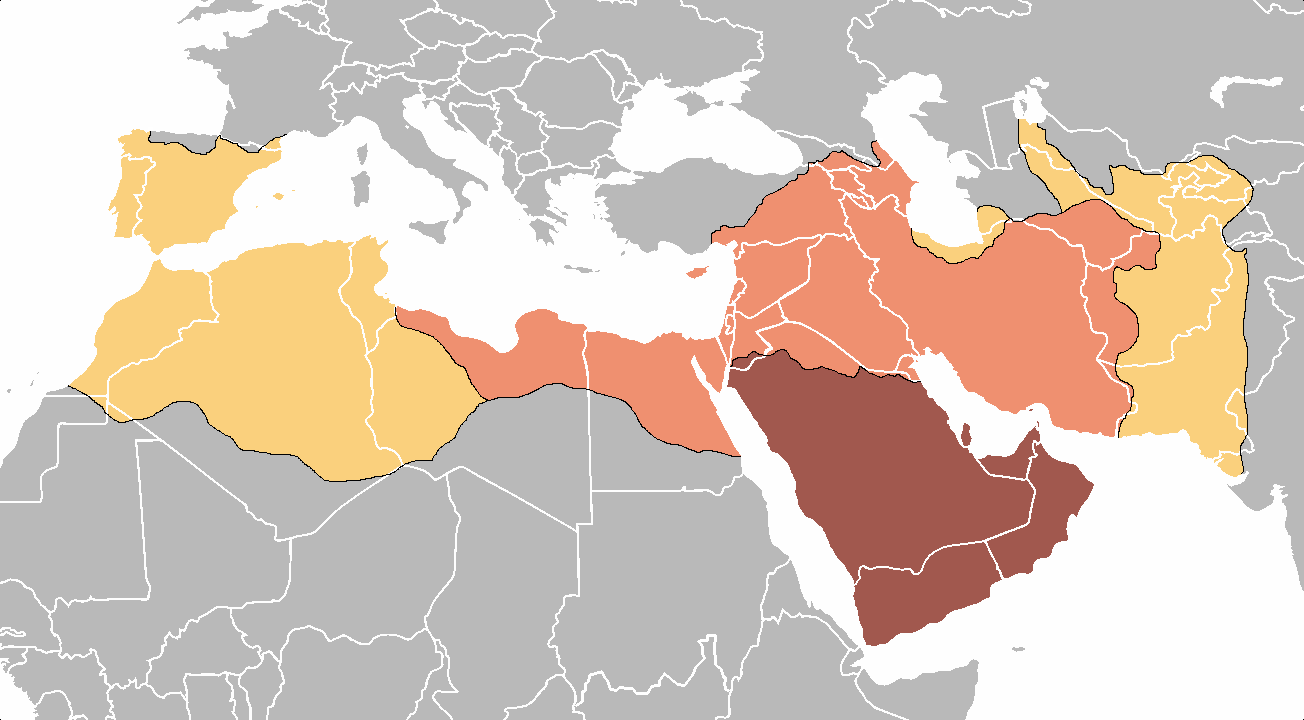
Het kalifaat van de Omajjaden in zijn grootste omvang

Moe'awija I, de neef van Oethman, wilde de moordenaars van zijn neef achterhalen, maar Ali wilde niet nog meer bloed vergieten en weigerde, en daarop begon Moe'awija een veldslag (samen met de weduwe van Mohammed, Aïsja) tegen Ali. De eerste werd gewonnen door Ali, en de tweede bleef onbeslist, nadat Moe'awijas leger zich overgaf. In 661 werd Ali nabij de stad Koefa gedood door een groepering genaamd de kharidjieten, die vonden dat Ali (doordat hij Moe'awija en zijn leger niet vervolgde nadat ze zich over hadden gegeven) niet het recht had op het leiderschap. Deze strijd staat bekend als de Eerste Fitna of burgeroorlog. Na de dood van Ali eisten sommigen van Ali's aanhangers dat Ali's oudste zoon Hassan de nieuwe kalief moest worden, maar Hassan werd door Moe'awija overgehaald om het kalifaat op te geven, wat hij deed. Deze bloederige 'familievete' onder de vroege moslims werd het begin van de eerste interne scheuring binnen de islam: die tussen sjiieten, zij die Ali als rechtmatige kalief erkennen, en tussen soennieten, zij die Moe'awija erkennen.

Omajjadenmoskee in Damascus

Na Moe'awija's dood in 680 kwam zijn zoon, Yazid I, aan de macht. De broer van Hassan, Hoessein, ook een kleinzoon van de profeet Mohammed, vond dit een schending van het gegeven akkoord van Moe'awija. Beide partijen confronteerden elkaar tijdens de Slag bij Karbala, waarbij Hoessein werd gedood. Abd Allah ibn al-Zoebair maakte gebruik van de uitschakeling van de Aliden (aanhangers van Ali) om te usurperen, het begin van de Tweede Fitna. Bij deze fitna werd de Kaäba zwaar beschadigd.
Omajjaden heersten over het Arabische Rijk vanuit hun nieuwe hoofdstad Damascus. Deze plaats verkozen zij vanwege haar economische macht boven het afgelegen Arabië. Onder de dynastie van de Omajjaden werd het Arabische Rijk enorm uitgebreid. Niet alleen de islam, maar ook de Arabische taal, Arabische kunst en cultuur reisden met de veroveraars mee. Moskeeën en paleizen werden rijk versierd met mozaïek en abstracte ornamenten. De poëzie kende nieuwe ontwikkelingen en de filosofie (falsafa) leefde op, mede door de vele en gevarieerde contacten met andere religies en beschavingen.

### De Abbasiden en het Gouden Tijdperk van de islam

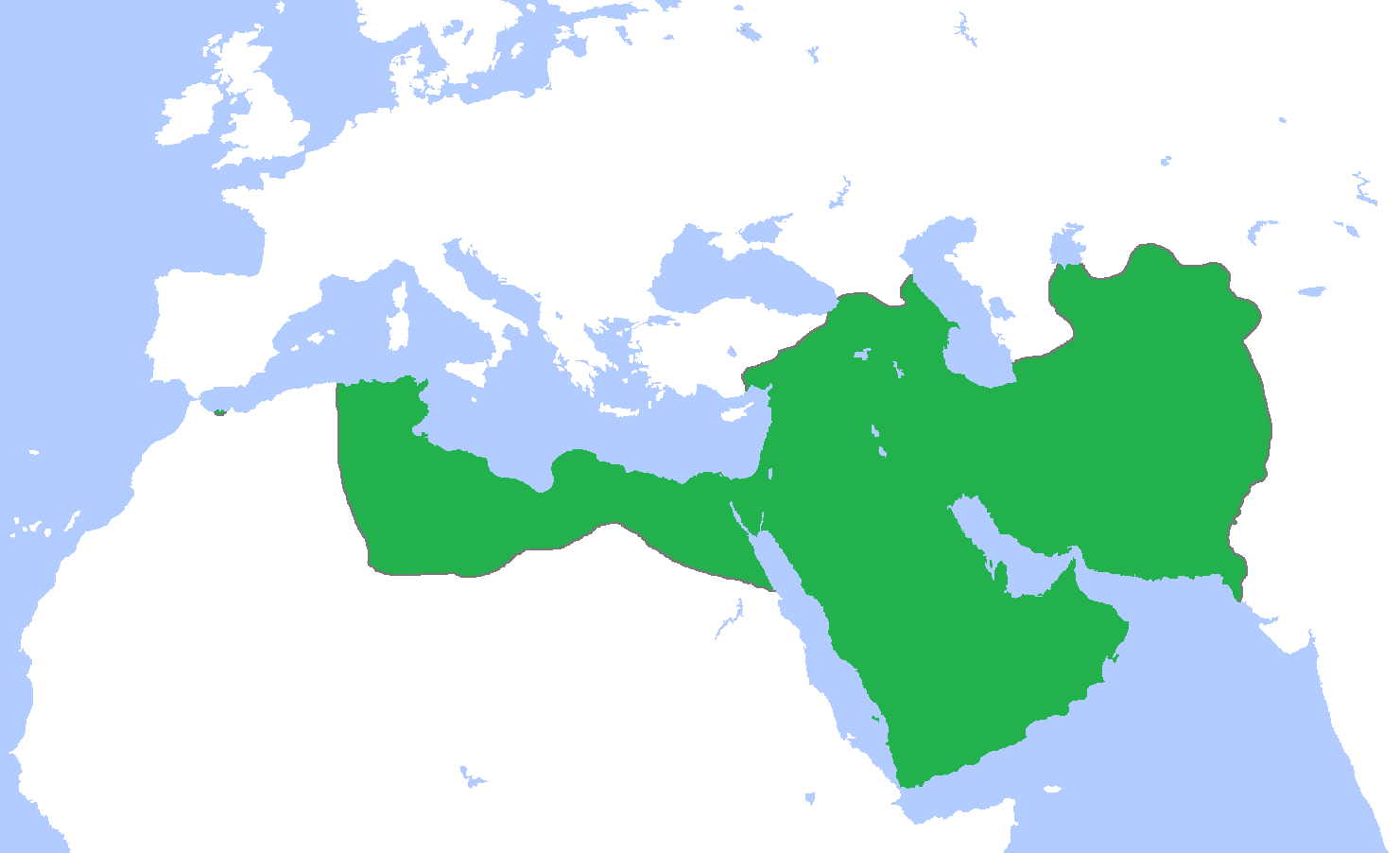
Het Abbasiden Rijk

De autocratische wijze van regeren die de Omajjaden ontwikkelden, viel slecht, vooral bij Iraanse mawali's (onderhorigen). Zij vonden dat autocratie on-islamitisch was en voelden zich achtergesteld omdat ze wel moslim, maar geen Arabier waren. Zij verenigden zich achter nakomelingen van Abbas, een oom van Mohammed, en gingen de Abbasiden heten.
In 749 versloegen zij in de Slag bij Koefa het leger van de Omajjaden. Hierna vestigden zij een dynastie in Koefa, maar al spoedig lieten zij een nieuwe hoofdstad bouwen: Bagdad.
Onder de Abbasiden bereikte de islam een enorme bloeiperiode. In het in 825 gestichte Huis der Wijsheid werden vertalingen gemaakt van werken uit de klassieke Griekse filosofie. Ook wiskunde en astronomie bloeiden op, evenals de geneeskunde. De falsafa ontstond, een filosofische stroming die het rationalisme van de Grieken wilde verzoenen met de openbaringen van God. Verschillende geleerden, zoals al-Kindi, al-Razi en al-Farabi schreven in deze periode hun klassiek geworden filosofisch-religieuze werken.
Alle uiteenlopende versies van de Hadith, de overleveringen van Mohammed, werden in de negende eeuw verzameld en geanalyseerd op betrouwbaarheid door de Hadithgeleerden al-Boechari en Moslim. Nog altijd vormen hun boeken een belangrijke bron voor moslims.
De rationalistisch ingestelde moetazilieten hadden lange tijd invloed. Pas na bijna drie eeuwen was het orthodoxe geloofssysteem van de soennieten, overeenkomend met de leer van de vier orthodoxe rechtsscholen (madhhab, meervoud madhhahib), uitgekristalliseerd. De meeste invloed hierop had Al-Ash'ari (gestorven in 936).
Rond het begin van 10e eeuw verklaarden de oelama's dat de poorten van idjtihad gesloten waren, waarmee ze bedoelden dat zelf redeneren aan de hand van de Koran en Hadith niet meer nodig en wenselijk was.
Maar midden in deze bloeiperiode zette ook het verval in. De stabiliteit binnen het rijk werd steeds verder aangetast. Sommige gebieden, vooral in Iran, verklaarden zich onafhankelijk van het centrale kalifaat. Zo stichtten de ismaïlitische Fatimiden een "tegenkalifaat" vanuit Noord-Afrika.
In de loop van de 10e eeuw kwamen diverse andere stromingen op waaronder verschillende esoterische en mystieke stromingen. Het soefisme werd een belangrijke stroming. Uit het soefisme ontstonden veel rondzwervende groepen en zelfs monastieke orden. De leden daarvan werden derwisjen genoemd. Uit deze tijd stamt ook de islamitische heiligenverering. Een bekende soefi was Jalal ad-Din Rumi.
Het sjiisme beleefde zijn bloeiperiode toen het de officiële godsdienst was van onder andere de eerder genoemde Fatimiden. De mystieke sekte van de druzen ontstond in de 11e eeuw.
In 1055 veroverden de uit Centraal-Azië afkomstige Turkse Seltsjoeken Bagdad. Zij erkenden de soevereiniteit van de kalief als geestelijk leider, maar namen zelf de wereldlijke macht over.

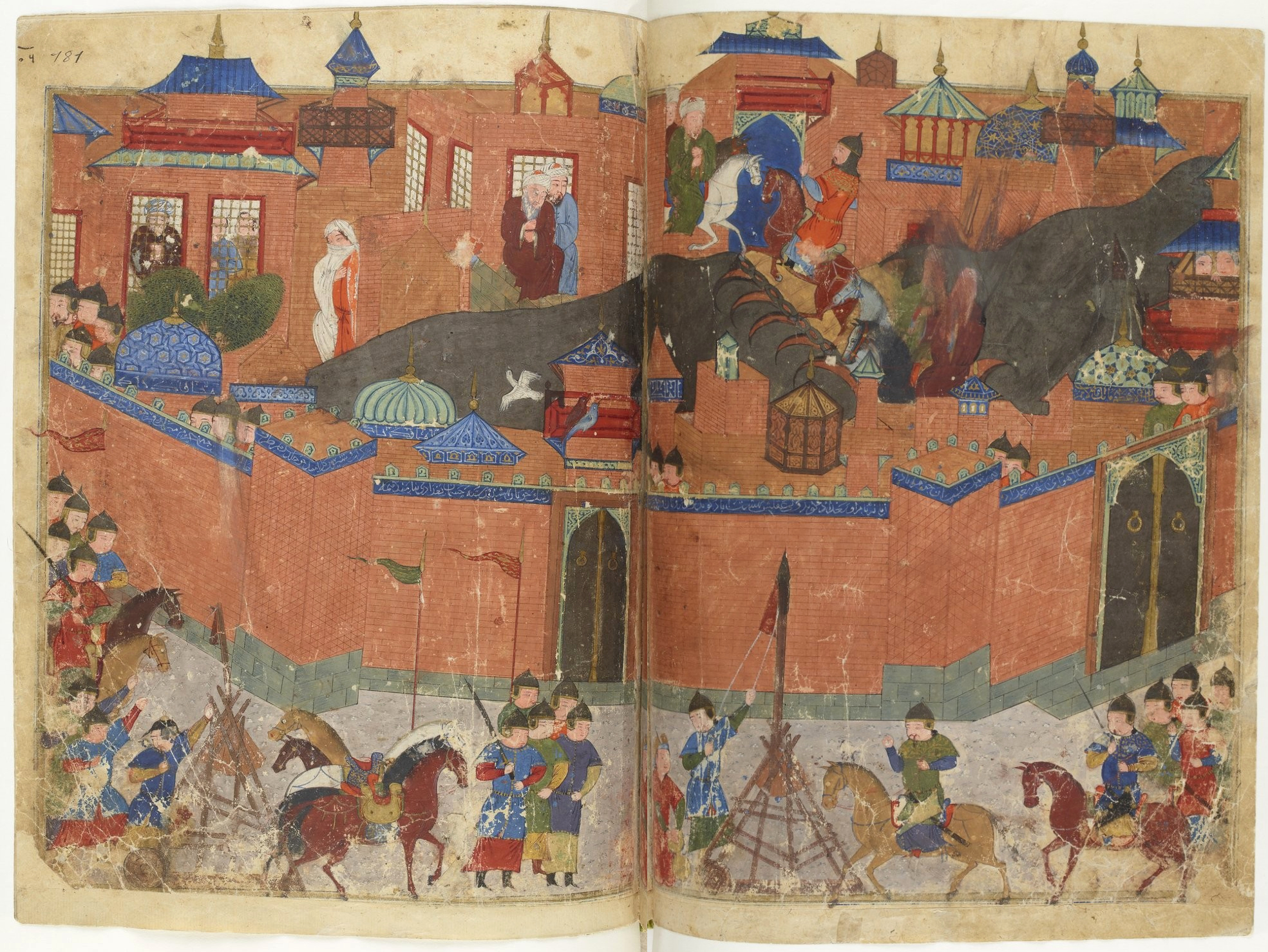
Verwoesting van Bagdad door de Mongolen

Vanaf 1218 begonnen de legers van Dzjengis Khan vanaf het noordoosten stukken van het moslimrijk te veroveren.
In 1258 werd het kalifaat van Bagdad definitief door de Mongolen vernietigd. Veel Mongolen bekeerden zich in Perzië na die tijd tot de islam.
Kort hierna pleitte Ahmad ibn Tajmijja voor terugkeer naar de oorspronkelijke leefregels van de Koran en de Hadith.

### Ottomanen als leiders van deoemma
Vanaf de 16e eeuw beheersten de Ottomanen (Turken) dankzij de introductie van vuurwapens grote delen van het Midden-Oosten. Ook veroverden zij een deel van Europa en brachten de islam met zich mee. Nog altijd is er een substantiële islamitische gemeenschap op de Balkan.
In de 18e eeuw ontstond in Arabië het wahabisme. Deze beweging had een puriteins karakter.
Het Bábisme, ontstaan in Perzië in de 19e eeuw, werd als een sekte beschouwd.
Ook zijn er hervormingsbewegingen ontstaan met een syncretisch karakter, sommige om de islam verenigbaar te maken met moderniteit en hedendaagse beschaving, andere om de islam als godsdienst te verenigen met onder meer het christendom.

## De islam in de 20e en 21e eeuw
Na de Eerste Wereldoorlog kwam er een eind aan het Ottomaanse rijk. Het kalifaat werd afgeschaft in het nieuwe, door Mustafa Kemal Atatürk gestichte seculiere Turkije. Ook in andere landen kwam het secularisme op, zoals in Iran.
Door het winnen van de Eerste Wereldoorlog hadden de westerse mogendheden, vooral het Verenigd Koninkrijk en Frankrijk, een enorme invloed opgebouwd in het Midden-Oosten en in feite controleerden zij volledig de landen waar zij waren.
Het feit dat de Arabieren nu een absoluut minderwaardige positie hadden was sommigen, zoals Jamal al-Din al-Afghani, Mohammed Abdoe en Hassan al-Banna, een doorn in het oog. Zij streefden naar emancipatie en wilden dit bereiken via de islam. Al-Afghani lanceerde de idee van het pan-islamisme, één islamitische staat voor alle moslims. Mohammed Abdoe wordt beschouwd als de grondlegger van het salafisme, een stroming die terug wilde keren naar de islam van de eerste moslims. Hassan al-Banna richtte in 1928 in Egypte de Moslimbroederschap op, een vooral maatschappelijke organisatie die zich inzette voor scholing en gezondheidszorg.
Het stichten van de staat Israël in 1948 leidde tot verschillende Arabisch-Israëlische oorlogen, maar in eerste instantie was het conflict vooral seculier. Zowel de Israëlische staat als de verschillende Arabische staten waren in naam seculier. Na de Zesdaagse Oorlog zou dit gaan veranderen.
De tweede helft van de 20e eeuw kenmerkte zich door de emancipatie van de Arabische landen. Gesteund door de exploitatie van de enorme olievoorraden in met name Saoedi-Arabië, Irak en Iran ontstond een nieuw zelfbewustzijn en een streven naar 'panarabisme', een stroming waarin de oemma centraal staat.

### Religieuze versus seculiere waarden
De tweede helft van de 20e eeuw wordt gekenmerkt door een toenemende tegenstelling tussen westerse, seculiere waarden enerzijds en traditionele, islamitische waarden anderzijds.
De meeste regimes werden seculier. Religieuze uitingen werden vaak afgedaan als 'achterlijk' of soms verboden. Met name in Egypte en Iran leidde dit tot onlusten.
In Iran onderdrukte de westers georiënteerde sjah Mohammad Reza Pahlavi de religieuze vrijheid. De Iraanse Revolutie van 1979 waarbij de sjah verdreven werd en in een later stadium vervangen werd door een islamitisch bestuur onder ayatollah Khomeini, kan dan ook deels als reactie op het dwingende secularisme van de sjah gezien worden.
Een ander voorbeeld van een heftige confrontatie is Algerije. Hier won het islamistische FIS de verkiezingen van 1992. De zittende seculiere regering verwierp met steun van westerse landen, Frankrijk voorop, de overwinning van het FIS. Uiteraard accepteerde het FIS dit niet, en enkele militante fracties grepen naar de wapenen. De burgeroorlog kostte aan tienduizenden burgers het leven.
Na de ontbinding van de Sovjet-Unie bloeide de islam ook op in verschillende voormalige Sovjetstaten.
Tijdens de Sovjetbezetting van Afghanistan had de Amerikaanse CIA het religieus-georiënteerde verzet tegen de Sovjets sterk gestimuleerd met geld en wapens. President Ronald Reagan noemde hen zelfs "freedom fighters". Na terugtrekking van de Sovjets verviel Afghanistan in anarchie, waarbij vanaf 1997 de ultraorthodoxe Taliban de macht in handen kregen. Zij voerden een waar schrikbewind, gebaseerd op een zeer strikt gecontroleerde naleving van een zeer strenge vorm van de sharia.
De westerse wereld werd op 11 september 2001 opgeschrikt door aanslagen gepleegd door extremistische moslims van Al Qaida georganiseerd door Osama bin Laden. Hierna verklaarde de Verenigde Staten, gesteund door haar NAVO-partners en andere landen, de oorlog aan de militante moslimorganisaties. Dit resulteerde in de zogeheten strijd tegen terrorisme, waar de Oorlog in Afghanistan deel van uitmaakt. Ook de Golfoorlog van 2003 tegen het Irak van dictator Saddam Hoessein werd als onderdeel hiervan gezien, ofschoon later bleek dat er geen banden tussen Irak en de fundamentalistisch-islamitische kapers van 9/11 bestonden.